# Marathon aux Jeux olympiques de 1900
Vous lisez un « article de qualité » labellisé en 2022.
Pour un article plus général, voir Athlétisme aux Jeux olympiques de 1900.
Navigation
Athènes 1896 Saint-Louis 1904
L'épreuve du marathon aux Jeux olympiques de 1900 se déroule le 19 juillet 1900 dans les rues de Paris, en France, avec pour départ et arrivée le stade de la Croix-Catelan, dans le bois de Boulogne. Elle est remportée par le Luxembourgeois courant pour la France Michel Théato en 2 h 59 min 45 s, le podium étant complété par le Français Émile Champion en 3 h 4 min 17 s et le Suédois Ernst Fast en 3 h 37 min 14 s.
Le parcours de 40,260 km se compose notamment d'un tour des fortifications de Paris dans le sens des aiguilles d'une montre à partir de la porte de Passy, ce qui lui vaut d'être à l'époque appelé, de façon désobligeante, le « marathon des fortifs » par le journaliste sportif Géo Lefèvre, un surnom qui est resté.
Quatorze athlètes représentant quatre nations participent à la compétition, mais seulement sept parviennent à terminer la course, notamment à cause de conditions climatiques éprouvantes et de défauts d'organisation. En effet, le départ est donné à 14 h 36, à un des moments les plus chauds de la journée, alors que la température oscille de 35 °C à 39 °C à l'ombre. Organisée dans la précipitation par l'Union des sociétés françaises de sports athlétiques, la course se déroule de façon assez confidentielle — elle est par exemple absente du Programme officiel —, ce qui implique que les coureurs doivent composer avec la vie quotidienne des Parisiens et le trafic urbain, à savoir automobiles, calèches, tramways, piétons, cyclistes et même troupeaux à proximité des abattoirs de la Villette.
Les coureurs américain Arthur Newton, Dick Grant et Ronald MacDonald (respectivement arrivés cinquième, sixième et septième) accusent le vainqueur Michel Théato de tricherie. Ces accusations donnent à la course un certain retentissement mais sont cependant infondées, d'après les recherches de différents historiens. Elles font tout de même dire au journaliste Raymond Pointu que « jamais supériorité du vainqueur d'un marathon olympique ne fut sans doute aussi unanimement contestée ».

## Contexte

### Jeux olympiques de 1900
Les Jeux olympiques de 1900 sont organisés du 14 mai au 28 octobre 1900 dans le cadre de l'Exposition universelle, où ils sont appelés les « Concours internationaux d'Exercices physiques et de Sports » et où leur notoriété est très faible comparativement à celle de l'Exposition. En outre, l'adjectif « olympique » est absent, mettant en exergue les dissensions entre Pierre de Coubertin et le commissariat général de l'Exposition, qui lui reproche en particulier de trop vouloir s'attacher à la conservation des traditions des Jeux olympiques antiques et de ne pas impliquer de sportifs professionnels,,,.

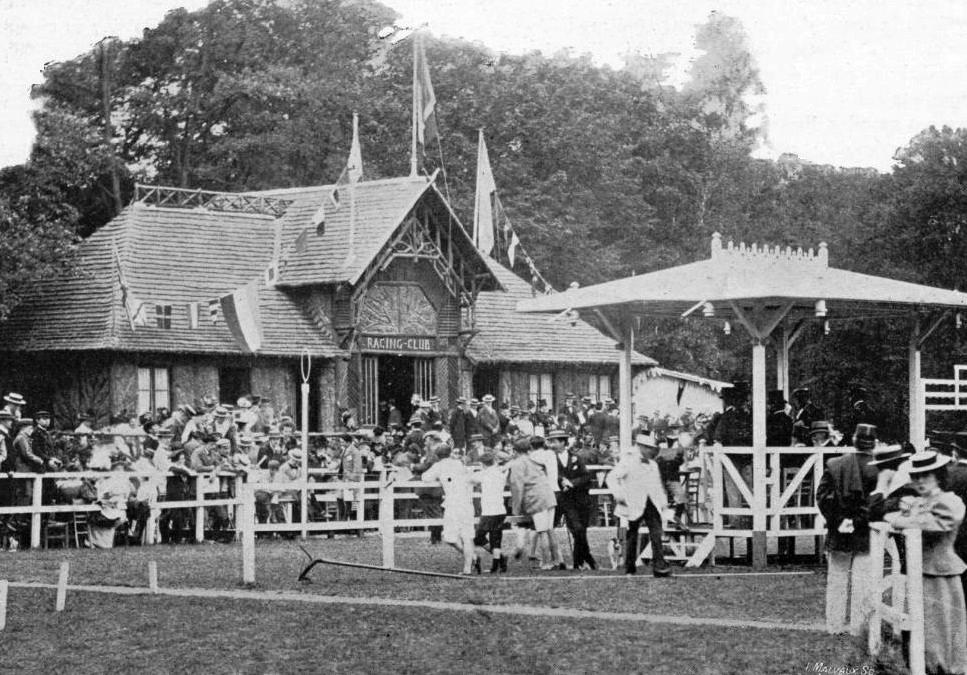
Les locaux du Racing Club vus en 1896, au bord de la Croix-Catelan.

Comme le Comité international olympique (CIO) ne possède pas d'infrastructures adéquates, les épreuves d'athlétisme ont lieu du 14 au 22 juillet 1900 à la Croix-Catelan, un stade appartenant au Racing Club de France situé dans le bois de Boulogne. Le stade s'avère toutefois décevant, car il est d'une qualité bien inférieure au Stade panathénaïque, consistant seulement en une piste d'herbe ovale d'environ 500 mètres dont la surface est très irrégulière,. Deux tribunes de 600 places sont installées des deux côtés des couloirs tracés à la chaux sur la pelouse.

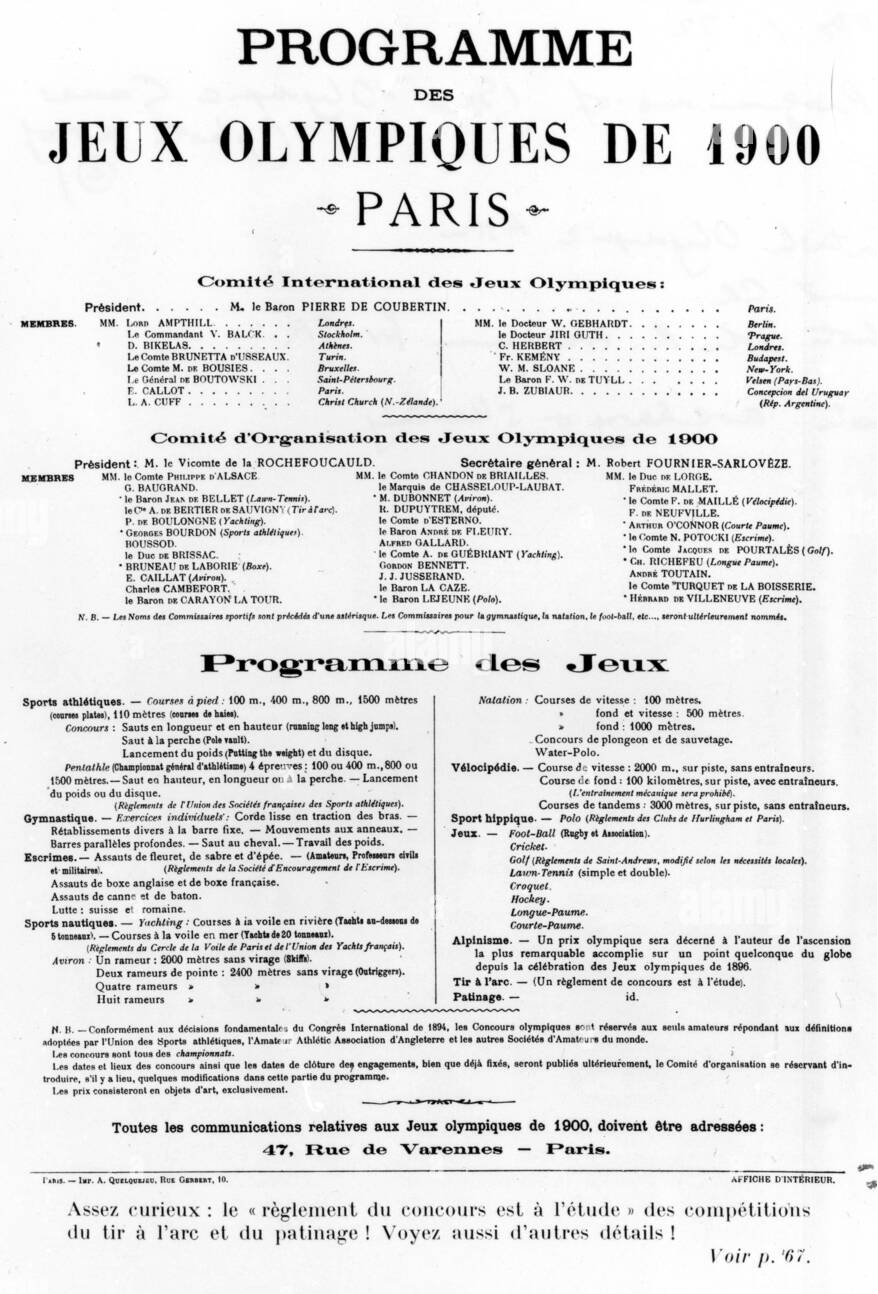
Programme officiel des Jeux olympiques de 1900, où l'épreuve du marathon est absente.

Bien qu'ayant été une épreuve phare aux Jeux olympiques de 1896, le marathon n’apparaît pas sur le « Programme des Jeux » officiellement publié par le CIO. Les historiens ne connaissent pas la raison de cette absence, mais pensent que l'épreuve n'avait initialement pas été prévue, avant que les Américains n'en fassent la demande,. De plus, le rapport officiel des Jeux ne donne pas de détails sur le marathon, en particulier rien sur le parcours, le déroulement et la météo ; le seul résultat fourni est le nom du vainqueur, dont le temps est incorrectement arrondi. Par conséquent, les principales sources d'information restent les journaux de l'époque. Entre autres, les historiens du sport David E. Martin et Roger W. H. Gynn citent comme sources majeures les journalistes sportifs Frantz Reichel et Géo Lefèvre, qui sont spectateurs de la course et qui la couvrent pour le Journal des Sports — qui est progressivement intégré au journal Le Vélo le même mois,. Ces derniers auraient notamment suivi l'intégralité de la course à vélo.
Raymond Pointu rapporte par ailleurs que l'organisation en amont de la course aurait été très chaotique. Les responsables de l'Union des sociétés françaises de sports athlétiques (USFSA) ne sont ainsi chargés de l'organisation du marathon que quinze jours avant la course, dont la date est fixée au 19 juillet sans leur accord. Ils refusent même dans un premier temps la tenue d'une telle course, la jugeant « antisportive » en raison de sa dureté et du mauvais exemple de « surmenage » donné à la jeunesse. Une controverse est ensuite lancée lorsque le parcours, d'abord pensé comme devant aller de Paris vers Versailles, change au dernier moment pour devenir un tour des fortifications tandis que des athlètes américains et suédois avaient déjà commencé à repérer en détail l'autre trajet,.

### Participants
Quatorze athlètes de quatre nationalités — française, suédoise, américaine et britannique — prennent part à la course. Rétrospectivement, en comptant le coureur luxembourgeois et les deux coureurs canadiens comme des nationalités distinctes, des représentants de six nations concourent au marathon,. Parmi eux, on compte notamment des coureurs expérimentés comme les Canadiens courant pour les États-Unis Ronald MacDonald et Dick Grant, respectivement vainqueur du Marathon de Boston en 1898 et deuxième de cette même course en 1899. On trouve également Arthur Newton, qui avait remporté la course du 4 miles lors des Jeux.

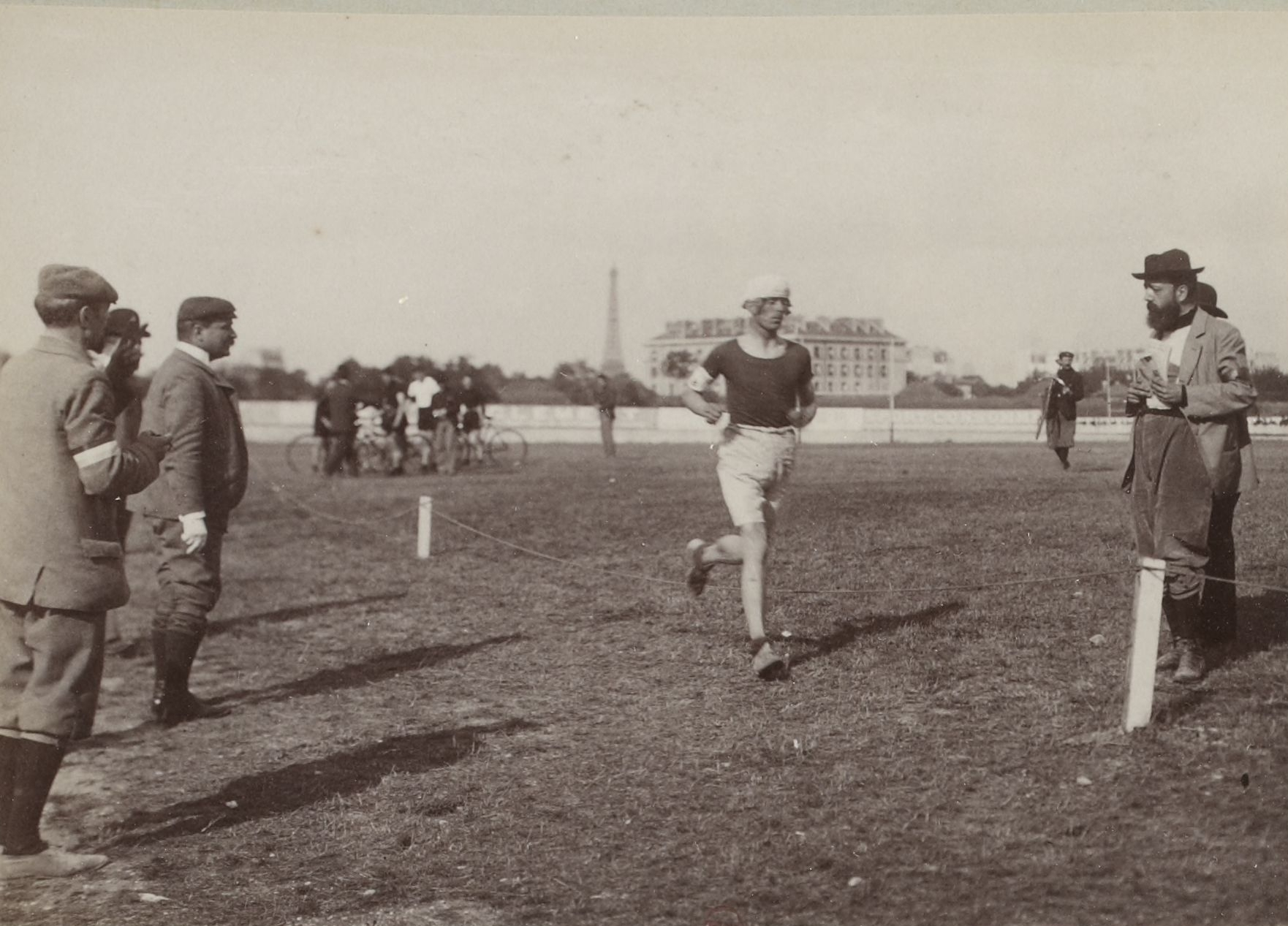
Arrivée de Len Hurst au marathon professionnel de Paris de 1900, en pour 40 km. Il ne peut cependant pas participer aux Jeux car il est un sportif professionnel.

En quatre ans, depuis le marathon olympique de 1896, la course de longue distance s'est fortement popularisée et au moins trente-cinq marathons ont été courus en France. On y trouve notamment un ancêtre du marathon de Paris, se déroulant entre Paris et Conflans, qui est organisé annuellement à partir de 1896, mais il s'agit d'une course ouverte aux sportifs professionnels,. Ainsi, certains coureurs qui y ont participé comme Leonard Hurst, un Britannique multiple vainqueur et détenteur d'un record de l'épreuve en 2 h 26 min 48 s, établi deux semaines auparavant le 8 juillet 1900, ne peuvent pas participer au marathon olympique qui est réservé aux amateurs. Le Français Georges Touquet-Daunis, deuxième de cette course en 1900 avec un temps de 2 h 38, demeure toutefois amateur et peut participer aux Jeux olympiques. Il est d'ailleurs considéré comme grand favori, ce qui lui vaut de recevoir le dossard numéro 1,.

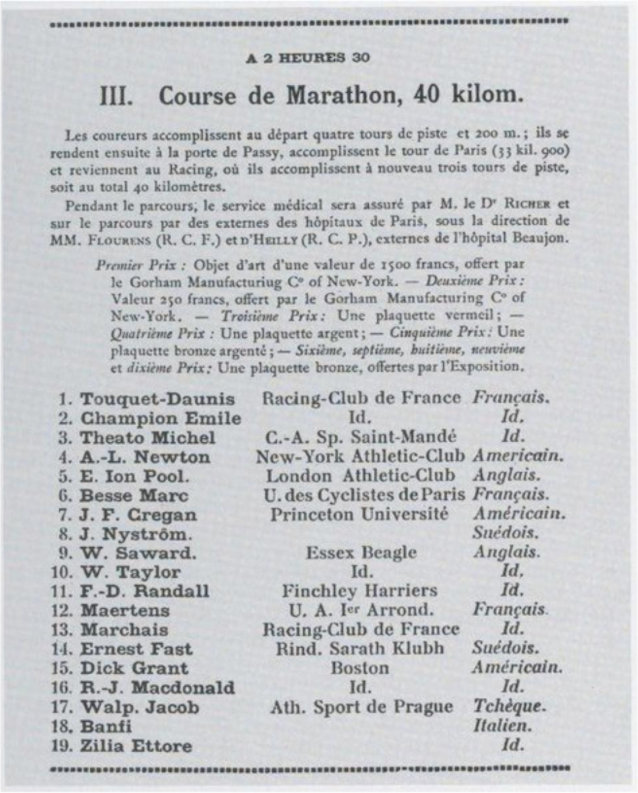
Liste des participants inscrits, publiée le jour de la course par le CIO. Seuls quatorze se présentent effectivement.

Frantz Reichel liste vingt athlètes, dont il fait une brève description biographique ; il identifie parmi eux sept nations : un Canadien, quatre Britanniques, quatre Américains, deux Italiens, un « Bohémien » (Tchèque), deux Suédois et finalement six athlètes représentant des clubs français ; il note par ailleurs l'absence de Grecs. Selon lui, dix-sept sur les vingt ont finalement pris le départ,.
Toutefois, son témoignage est en partie contesté car — entre autres incohérences — un des athlètes noté, John Cregan, n'a pas pu prendre le départ puisqu'il participe à la finale du 800 mètres se déroulant juste après le début du marathon et y remporte une médaille d'argent. De façon contemporaine, le nombre d'inscrits et le nombre de coureurs ayant pris le départ reconnus sont respectivement de vingt-et-un et de quatorze par les sources de référence Olympedia et le Comité international olympique. D'après Raymond Pointu, il est aussi possible que des athlètes professionnels se soient ajoutés clandestinement à la course sans que les organisateurs s'en rende compte, le journaliste citant par exemple un certain Ducros qui aurait un temps accompagné les coureurs,.
Parmi les athlètes présents aux Jeux mais ne prenant pas le départ, on compte également selon David E. Martin et Roger W. H. Gynn l'Américain Thomas Hicks, qui devient champion olympique lors du marathon aux Jeux de 1904, à Saint-Louis. Celui-ci n'aurait toutefois pas été inscrit officiellement,.

## Conditions de la course

### Conditions climatiques

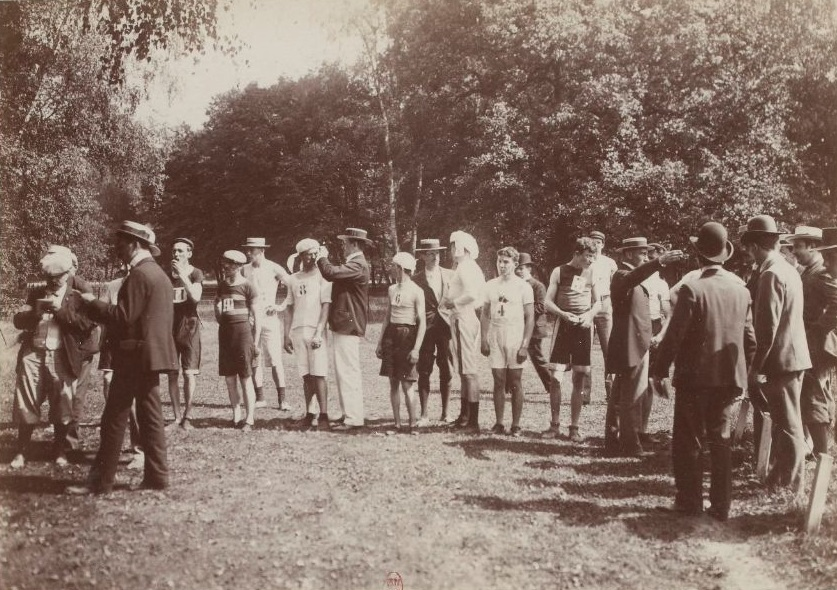
Les coureurs pris avant la course par le photographe Jules Beau. On note leurs couvre-chefs pour se protéger de la très forte chaleur.

La course se déroule le 19 juillet 1900, un des jours les plus chauds de l'été avec des températures oscillant de 35 °C à 39 °C à l'ombre,,. Cela s'inscrit dans la continuité d'un été qui avait été très chaud à Paris. L'épreuve est toutefois maintenue et le départ est même prévu pour 14 h 30, soit à un des moments les plus chauds de la journée,.
Les photographies permettent également d'identifier qu'il y faisait grand soleil. La plupart des coureurs sont munis de couvre-chefs divers et même de canotiers pour se protéger,. Pour ceux n'en disposant pas, un officiel fournit des tissus blanc qu'ils se nouent autour du crâne,.
Cette décision des organisateurs de faire partir une telle course d'endurance lors d'une « canicule » est à l'époque vivement critiquée, entre autres, par les journalistes sportifs dans La Vie au grand air.

### Parcours et organisation
La distance apparemment parcourue est de 40,260 km, la valeur contemporaine de 42,195 km n'étant pas encore fixée. La course est donc légèrement plus longue que les 40 kilomètres du marathon d'Athènes, quatre ans plus tôt. Il est par ailleurs décidé d'emprunter un chemin différent du récent classique marathon entre Paris et Conflans, en partie pour éviter la comparaison entre les amateurs et les professionnels, mais surtout, selon Raymond Pointu, pour que le départ et l'arrivée se déroulent tous deux sur le terrain du Racing Club. Un aller-retour vers Versailles aurait été envisagé, mais il est finalement rejeté au profit d'un tour des fortifications de Paris car le parcours aurait sinon été trop vallonné. Cette décision est alors très contestée, Géo Lefèvre écrivant par exemple le 10 juillet 1900 que les organisateurs seraient devenus « subitement fous » en signant la création d'un « marathon des fortifs » ; son opposition franche peut notamment être expliquée par le fait qu'il soit un collègue de Pierre Giffard, créateur de la course Paris-Conflans,. La qualification de « marathon des fortifs », d'abord péjorative voire injurieuse, entre ensuite dans la postérité et ce marathon olympique reste depuis régulièrement surnommé ainsi,,,.

Parcours du marathon olympique de 1900 sur une carte contemporaine.

Les athlètes commencent par quatre tours de la piste de pelouse de la Croix-Catelan — soit 4 × 500 mètres — puis traversent le bois de Boulogne sur 1 600 mètres jusqu'à la porte de Passy, la course s'apparentant sur cette section à un cross-country,,. Le reste du parcours consiste donc en une boucle autour de Paris empruntant les rues extérieures de la capitale dans le sens des aiguilles d'une montre. Après la boucle, les coureurs doivent revenir sur leurs pas dans le bois puis concluent par trois tours de la Croix-Catelan. Une partie de la course, peu après la porte de la Villette et vers Le Pré-Saint-Gervais, se fait sur des pavés, ce qui ajoute en difficulté et pousse même des accompagnateurs comme Émile Anthoine à abandonner leur voiture pour continuer à pied,,.
À partir de la porte de Passy, six différents points de contrôle sont situés autour de Paris afin de s'assurer que les coureurs respectent le tracé,. Plus précisément, à la suite de la porte de Passy (après 2,6 km de course), il s'agit de la porte Maillot (6 km), de la porte de la Villette (14,2 km), de la porte de Vincennes (20,3 km), de la porte de Châtillon (29,5 km), de la porte du Point-du-Jour (33,5 km) et enfin de nouveau la porte de Passy (37 km),. Des points de ravitaillement sont situés sur chacun des points de contrôle, bien que les services réellement fournis n'aient pas été enregistrés. Selon Raymond Pointu, cela se serait limité à des tables posées devant des cafés avec une aide médicale rudimentaire. Pour André Drevon, le choix d'organiser la course autour de Paris aurait ainsi été motivé par le fait qu'il permettait de recruter suffisamment de sociétés amateurs et de cafés dans la ville afin d'aider à la tenue de l'épreuve.
L'activité de la capitale n'ayant pas été interrompue et la course se déroulant en pleine semaine (un jeudi), les coureurs doivent donc composer avec la vie quotidienne des Parisiens et éviter la circulation des automobiles ou trains de la Petite Ceinture, les piétons ainsi que des troupeaux de bêtes à proximité des abattoirs de la Villette,,. La qualité de la voie était bien moins bonne à l'est, la ville y rejetant la majorité de ses déchets, et on y trouvait les bidonvilles,,. La congestion associée à la chaleur seraient très probablement responsables d'une partie des abandons et sont souvent imputées à la mauvaise organisation des responsables des Jeux : l'épreuve n'étant même pas indiquée sur le programme, seuls les quelques officiels de course étaient en mesure d'aider les coureurs à se repérer et à se frayer un chemin,.

## Déroulement

### Départ

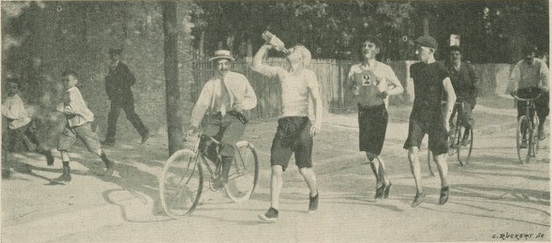
Émile Champion portant le dossard numéro 2 accompagné d'un officiel à vélo et de ses entraîneurs, l'un d'eux étant en train de boire de l'eau,.

Initialement prévu pour 14 h 30, le départ est finalement donné à 14 h 36 min 37 s par l'athlète Fernand Meiers — ancien champion de France du 1 500 mètres — et le général Horace Porter — ambassadeur des États-Unis en France,,. Un participant déjà souffrant, le Suédois Johan Nyström, abandonne très rapidement avant d'avoir accompli un tour du stade,. La course est menée à la sortie du stade et dans le bois de Boulogne par Auguste Marchais, suivi par Georges Touquet-Daunis, Ernst Fast et Émile Champion.
À la porte de Passy, les athlètes sont censés tourner à gauche pour démarrer la boucle autour de Paris, mais les officiels de course sont rares et Ernst Fast se trompe de direction après s'être mal renseigné sur « Maillotte » plutôt que la porte Maillot auprès d'un policier nommé Pierre Vendreau nouvellement arrivé de Marseille, ; il répare cependant vite son erreur, fait demi-tour, et rattrape le groupe de coureurs,. La majorité des journalistes et historiens rapportent une probable légende urbaine selon laquelle le policier fautif se serait suicidé à cause du remords quelques jours plus tard,,,. Après six kilomètres de course, vers la porte Maillot, Arthur Newton a rattrapé le groupe de tête,.

### Abandons

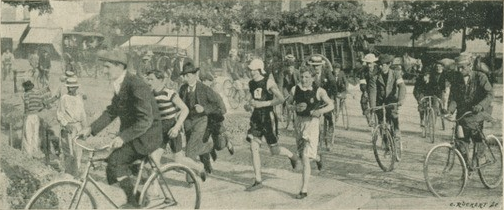
Michel Théato passe sur le boulevard Murat, devant la porte de Saint-Cloud, peu avant l'arrivée. Il est encouragé par des cyclistes et des piétons, ce qui illustre la cohue entourant les coureurs.

Les abandons commencent à se multiplier une fois la course arrivée dans Paris. Notamment, les trois Britanniques E. Ion Pool, Frederick Randall et William Saward s'arrêtent avant la porte Maillot malgré leurs bonnes capacités athlétiques, ceux-ci ayant occupé le podium en 1899 dans une course reliant Londres à Brighton (environ 77 kilomètres). Ceci souligne selon les analystes les conditions très rudes de course ainsi que la mauvaise organisation une fois dans la capitale,. Vers le douzième kilomètre et sur ce qui est en travaux pour devenir l'avenue Foch, Georges Touquet-Daunis alors pourtant en tête réalise un long détour en raison des travaux et perd son avance sur Fast et Champion,. Sur le boulevard Ornano, il s'arrête dans un café afin de se rafraîchir et décide d'y boire deux bières,. Il ne reprend pas la course ensuite, conscient de décevoir des supporters qui le voyaient comme favori, mais ressentant des premiers signes d'une insolation,.
Vers le quinzième kilomètre, alors qu'il ne restait donc que neuf coureurs, Ernst Fast est en tête, suivi par Émile Champion et Arthur Newton, mais ils commencent à se faire rattraper à mi-course par Michel Théato et Eugène Besse. Ernst Fast commence aussi à se montrer vers Bercy très émoussé physiquement malgré son statut de favori, souffrant notamment de crampes qui le contraignent à marcher,,. Il se serait même un temps assis sur la chaussée avant de se remettre à courir, pris d'un sursaut d'orgueil après avoir été dépassé par Michel Théato,. À la porte de Châtillon, l'ordre des coureurs est finalement composé de Théato, Champion, Fast et Besse ; celui-ci ne change pas jusqu'à l'arrivée,,. Dans les derniers kilomètres, Théato est précédé par deux lièvres de son club de Saint-Mandé — messieurs Launy et Frémonteau —, mais cela n'est pas critiqué par ses adversaires ou les officiels.

### Arrivées

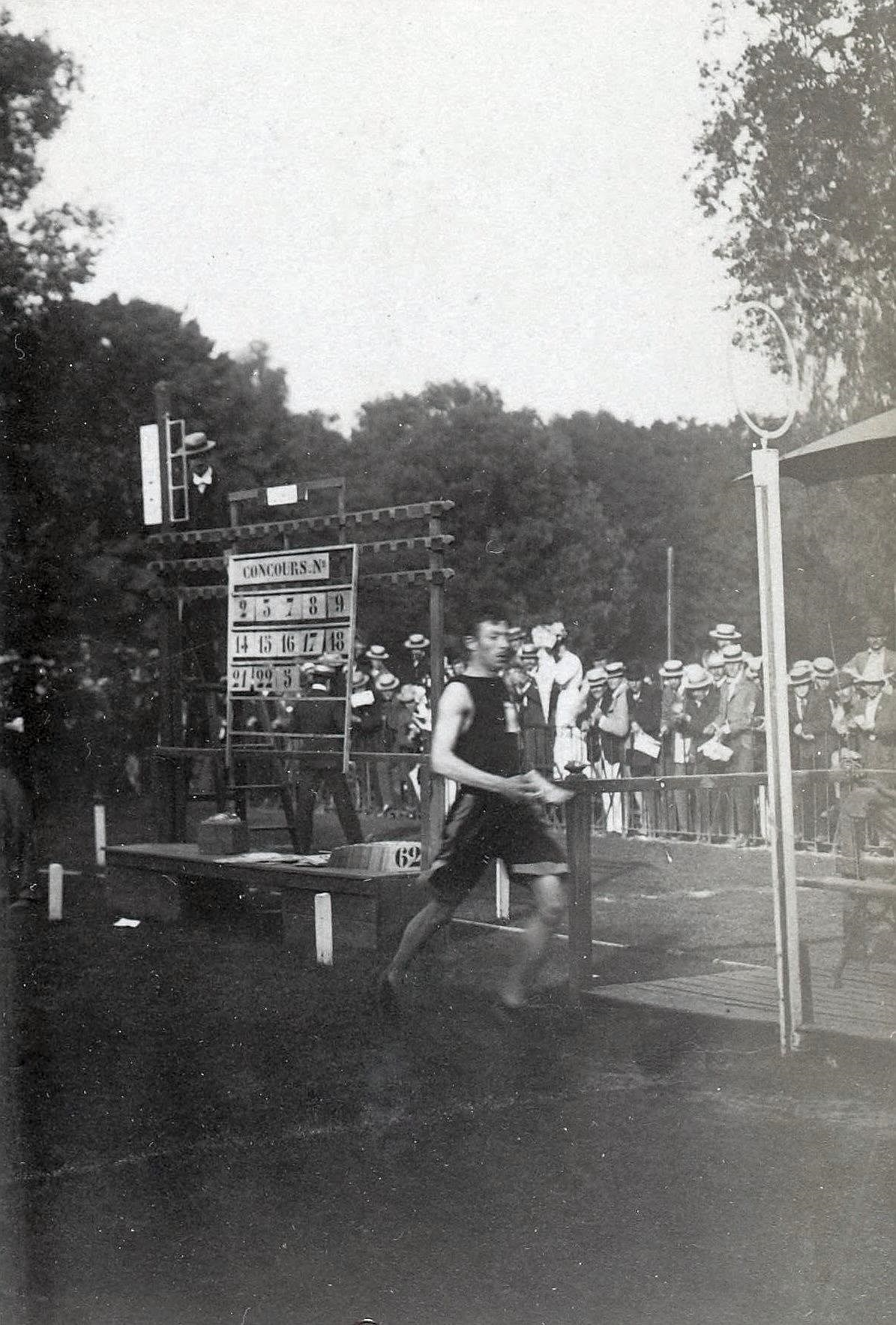
Arrivée de Michel Théato lors du marathon, photographiée par Jules Beau.

Michel Théato conclut sa course avec un retour au Croix-Catelan en 2 h 59 min 45 s, soit une allure relativement lente de 4 min 28 s au kilomètre, et serait arrivé « très frais ». Entre mille cinq cents et deux mille spectateurs, dont Alexandre Millerand — alors ministre du Commerce et futur président de la République française —, sont présents à l'arrivée,,. Pour célébrer le vainqueur français, le 124e régiment d'infanterie joue La Marseillaise,. Émile Champion, pourtant aussi donné favori, finit quant à lui en 3 h 4 min 37 s puis le podium est complété par Ernst Fast en 3 h 37 min 14 s.
Seuls sept coureurs sur les vingt-et-un inscrits et les quatorze engagés finissent ce tour de Paris, probablement à cause de la chaleur,. Ces performances sont notées comme décevantes par les journalistes sportifs d'époque, notamment en comparaison du vainqueur du marathon professionnel de la même année qui avait fini une demi-heure plus vite, la victoire de Len Hurst s'étant faite en 2 h 26 min 48 s pour 40 km,. Toutefois, le parcours dans Paris, sans presque aucune ombre à disposition, était bien plus épuisant que celui à travers la forêt de Saint-Germain.
L'Américain Arthur Newton, qui finit cinquième après plus de quatre heures de course, accuse a posteriori les deux Français arrivés avant lui d'avoir utilisé leur connaissance des rues de Paris afin de frauder car il ne les a jamais vus le dépasser et pensait être en tête pendant toute sa course ; cette accusation est ensuite régulièrement reprise dans les médias puis publications anglophones,,.
Les deux derniers coureurs arrivés, les Canadiens courant pour les États-Unis Dick Grant et Ronald MacDonald, portent des accusations similaires sur différentes irrégularités supposément constatées lors de la course ; ils affirment notamment être les seuls à avoir couru sur la totalité du trajet. Toutefois, la prise de raccourcis est démentie par les rapports de course et aucune preuve concrète de tricherie telle que l'emploi de voitures n'est apportée,. En ce qui concerne les temps de ces deux derniers coureurs parvenus à l'arrivée, ils restent inconnus. Il est cependant noté par Georges Lefèvre que le dernier coureur est arrivé avant 19 h et il est donc possible d'estimer qu'ils ont couru en moins de 4 h 24. Même leur ordre d'arrivée n'est pas certain, Raymond Pointu faisant arriver MacDonald avant Grant, tandis que le Comité international olympique rapporte l'inverse,.

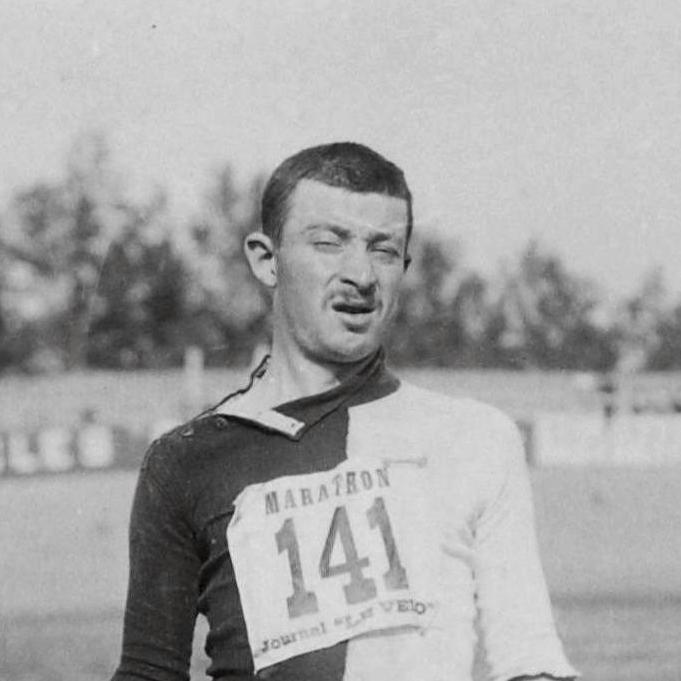
Michel Théato, 1er de l'épreuve.
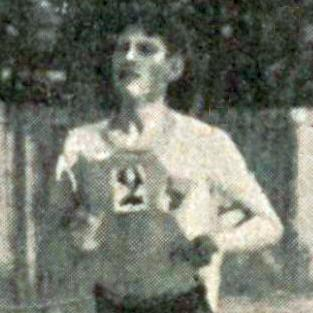
Émile Champion, 2e.
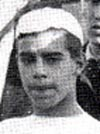
Ernst Fast, 3e.

## Résultats

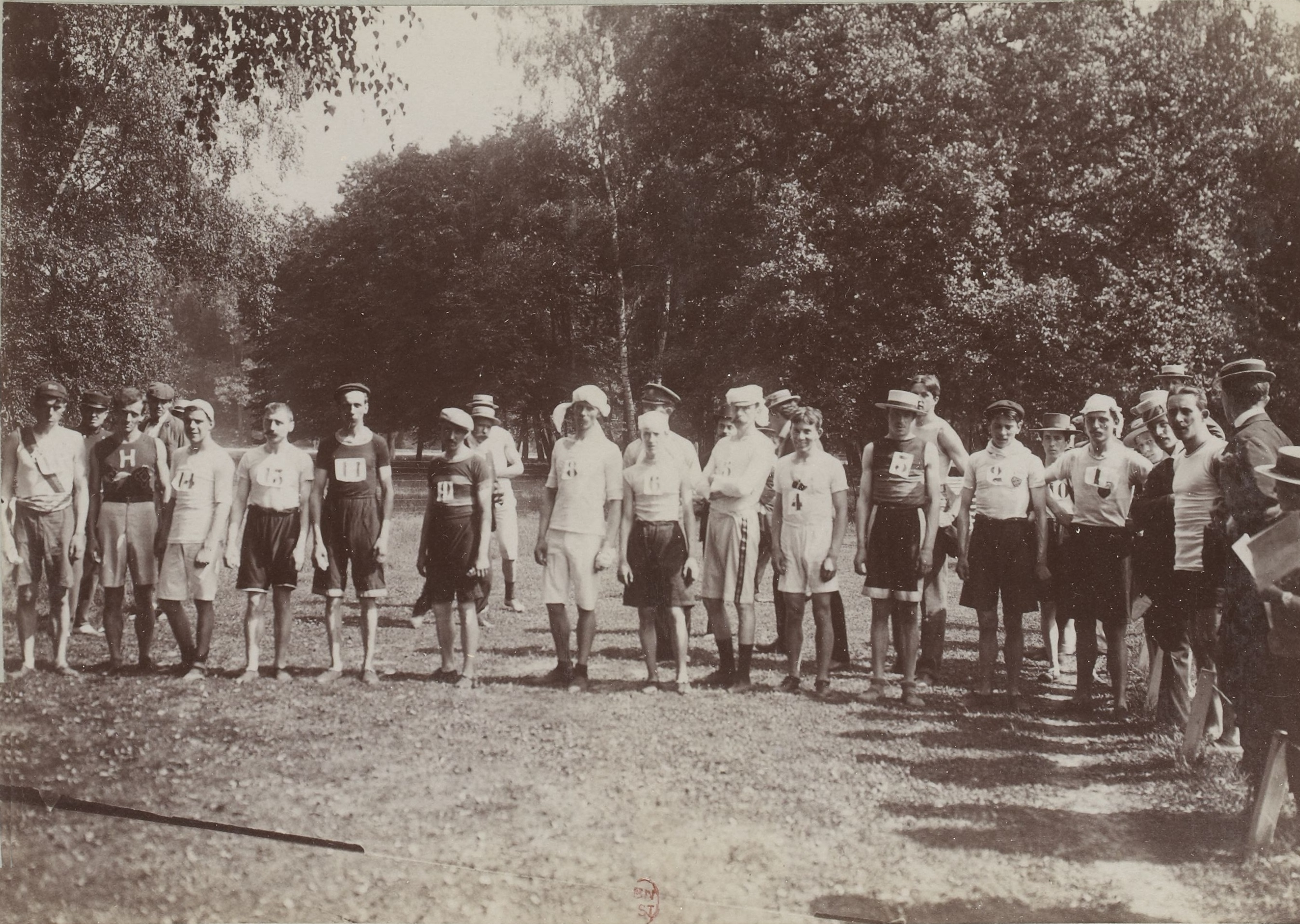
Les quatorze coureurs ayant pris le départ. On note, de gauche à droite : Ronald MacDonald (#16), Dick Grant (#15), Ernst Fast (#14), Auguste Marchais (#13), Frederick Randall (#11), William Saward (#9), Johan Nyström (#8), Eugène Besse (#6), E. Ion Pool (#5), Arthur Newton (#4), Michel Théato (#3), Émile Champion (#2), William Taylor (#10) et enfin Georges Touquet-Daunis (#1),.

Sources : Olympedia et Comité international olympique.
| Place | Numéro | Athlète                | Temps           |
| ----- | ------ | ---------------------- | --------------- |
| 1     | 3      | Michel Théato          | 2 h 59 min 45 s |
| 2     | 2      | Émile Champion         | 3 h 4 min 17 s  |
| 3     | 14     | Ernst Fast             | 3 h 37 min 14 s |
| 4     | 6      | Eugène Besse           | 4 h 0 min 43 s  |
| 5     | 4      | Arthur Newton          | 4 h 4 min 12 s  |
| 6     | 15     | Dick Grant             | Inconnu         |
| 7     | 16     | Ronald MacDonald       | Inconnu         |
| —     | 13     | Auguste Marchais       | DNF             |
| —     | 8      | Johan Nyström          | DNF             |
| —     | 5      | E. Ion Pool            | DNF             |
| —     | 11     | Frederick Randall      | DNF             |
| —     | 9      | William Saward         | DNF             |
| —     | 10     | William Taylor         | DNF             |
| —     | 1      | Georges Touquet-Daunis | DNF             |

•  DNF : N'a pas terminé (did not finish)

## Postérité

### Récompenses
Les trois premiers arrivés ne reçoivent comme récompenses après la course que des poteries en porcelaine, sans réelle valeur, fournies par un industriel peu généreux ; celles-ci sont commentées à l'époque comme étant des « objets d'horreur » ou encore de la « quincaillerie ». La Gorham Manufacturing Company de New York s'est un temps engagée à offrir un objet d'art valant 1 500 francs au vainqueur mais, selon Raymond Pointu, se ravise finalement en voyant qu'il n'est pas américain. Toutefois, Le Radical avance dans un article publié quelques jours après la course que Michel Théato a bien été vu avec ses camarades de club de Saint-Mandé avec un « superbe vase d'argent ciselé », ce qui correspond à la description de l'objet d'art offert par la Gorham Manufacturing. 
Les médailles olympiques d'or, d'argent et de bronze ne sont introduites qu'à l'olympiade suivante à Saint-Louis en 1904, et les vainqueurs du marathon de 1900 ne reçoivent leurs médailles rétroactivement qu'en 1912, sans cérémonie,,.

### Accusations de tricherie

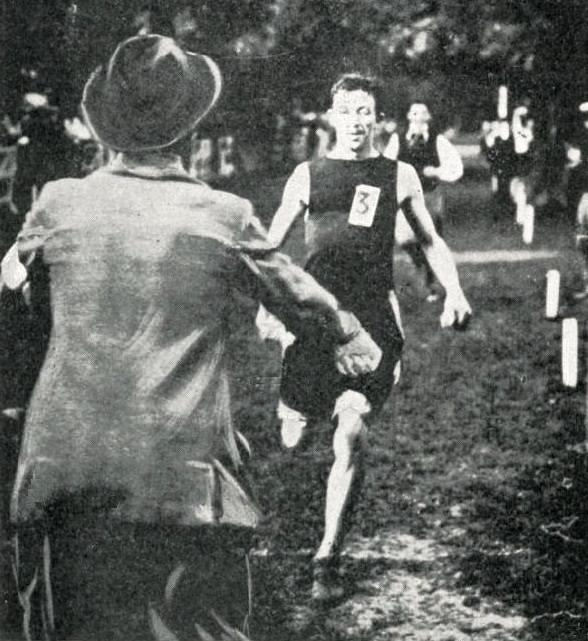
L'arrivée de Michel Théato vue sous un autre angle, publiée dans La Vie au grand air. À gauche, le journaliste sportif Frantz Reichel.

Pendant un temps, les accusations de tricherie à l'encontre de Michel Théato sont notamment étayées par le fait qu'il aurait travaillé dans une boulangerie et connaissait donc bien Paris pour y assurer ses livraisons,. Cette profession lui aurait également conféré une meilleure résistance à la chaleur,. Ces accusations émanent notamment de l'athlète américain Walter Tewkesbury, qui avait également noté que les vêtements de Théato semblaient trop propres à l'arrivée. Toutefois, il est ensuite établi avec certitude que Michel Théato était plutôt ouvrier ébéniste à Saint-Mandé,,. Par ailleurs, le témoignage d'Arthur Newton est infirmé par celui de Frantz Reichel, qui après avoir suivi chaque Français en tête tout au long de la course — soit successivement Touquet-Daunis, Champion puis Théato — confirme qu'il n'y a pas eu d'irrégularité, et il apparaît plus probable que le coureur américain se soit perdu et ait couru une plus longue distance que nécessaire,,. En conséquence, d'autant plus qu'il n'y avait en réalité pas vraiment de raccourcis empruntables sur la boucle réalisée, il apparaît pour les historiens contemporains comme très improbable que Théato ait triché pour gagner cette course,,,,.
La plupart des concurrents, également déçus du résultat, lancent des défis de revanche à Théato dans les mois qui suivent la course, mais il n'y répond pas,. Finalement, Dick Grant, arrivé sixième, dépose bien plus tard une plainte vers 1960 sous prétexte qu'une bicyclette l'aurait gêné alors qu'il courait auprès de Théato, mais le témoignage d'Émile Anthoine permet au CIO de rapidement la rejeter,,. Toutefois, la date précise de 1960 avancée par certaines sources est à remettre en cause puisque Dick Grant meurt en janvier 1958 au Canada.
Toutes ces controverses poussent Raymond Pointu à déclarer que « jamais supériorité du vainqueur d'un marathon olympique ne fut sans doute aussi unanimement contestée ».

### Nationalité du vainqueur
Michel Théato est souvent considéré comme le premier champion olympique de l'athlétisme français,. Même s'il s'agissait de sa première expérience sur une telle course, il décide rapidement de devenir professionnel, mais sans vraiment connaître de succès,,. 
Il est pendant un siècle documenté dans les tables comme Français mais, en 1990, l'historien et statisticien de l'athlétisme Alain Bouillé confirme que l'athlète ne l'était pas au moment de la course,. En effet, il était plutôt Luxembourgeois, car né à Luxembourg-Ville en 1878 et arrivé en France vers 1890 mais n'ayant pas effectué son service militaire,. Les athlètes suédois se seraient plaints pour la même raison de l'attribution de la victoire à la France peu après la course, mais auraient été déboutés car il courait sous les couleurs du Club Athlétique de Saint Mandé — il était aussi membre du Racing Club — et à ce titre pour la France lors des olympiades,,. Par ailleurs, comme il parlait français et vivait à Paris, peu de ses contemporains semblaient savoir qu'il n'était pas de nationalité française, d'autant plus qu'il se revendiquait comme tel en déclarant par exemple après la course, :

« Je ne pouvais souhaiter victoire plus douce à mon amour-propre de coureur et de Français, car j'ai réussi à battre ces étrangers qui nous ont tant fait subir de défaites au cours des championnats du monde. »

— Michel Théato
Le Luxembourg porte également réclamation un siècle plus tard mais sa demande est rejetée par le CIO en 2004, de façon « définitive »,. Cependant, en 2021, le site du CIO affiche le drapeau luxembourgeois sur la page de Michel Théato, ce qui pouvait laisser à croire que le Luxembourg avait officiellement récupéré ce titre olympique. Toutefois, cela est rectifié dès 2022, avec un drapeau français affiché à côté de Michel Théato.